# Sphenomorphus maindroni
Sphenomorphus maindroni är en ödleart som beskrevs av  Sauvage 1878. Sphenomorphus maindroni ingår i släktet Sphenomorphus och familjen skinkar. Inga underarter finns listade i Catalogue of Life.